# 君島大空
君島 大空（きみしま おおぞら、1995年1月18日 - ）は、日本のシンガーソングライター、ギタリスト。
フジパシフィックミュージック所属。

## 来歴
2014年から活動を始める。同年からSoundCloudに自身で作詞/作曲/編曲/演奏/歌唱をし多重録音で制作した音源の公開を始める。
2019年3月13日、1st EP『午後の反射光』を発表。4月には初の合奏形態でのライブを敢行。7月5日、1st Single『散瞳/花曇』を発表。7月27日、FUJI ROCK FESTIVAL '19 ROOKIE A GO-GOに合奏形態で出演。11月には合奏形態で初のツアーを敢行。
2020年7月24日、2nd single『火傷に雨』を発表。
2021年3月26日、3rd Single『光暈(halo)』を発表。4月21日、3rd EP『袖の汀』を発表。
2023年1月18日、1st Album『映帶する煙』を発表。同年9月27日、2nd Album『no public sounds』を発表。
2024年6月24日、『tiny desk concerts JAPAN』（NHKワールド JAPANにて放送）に合奏形態で出演。
2025年3月5日、4th EP『音のする部屋』を発表。同年3月‐4月に全国5ヵ所を回る「君島大空 合奏形態 夜会ツアー 2025『春を前にしての歓喜の実践』」を敢行。7月のFUJI ROCK FESTIVAL '25にも出演予定。

## エピソード
- 福生チキンシャックで毎週木曜日に行われているジャムセッションがきっかけとなって新井和輝（King Gnu）、岡田拓郎、高井息吹と親交を深めた[4]。
- 2023年1月にリリースされた1stアルバム『映帶する煙』は音楽専門誌ミュージック・マガジンにて発表された2023年日本のロックミュージックアルバム年間ベストにおいて1位を記録している[5][6]。
- 2023年9月にリリースされた2ndアルバム『no public sounds』は「APPLE VINEGAR - Music Award -」が発表した2023年度年間ベストアルバムの大賞を受賞している[7]。
- 2023年にリリースされた楽曲『c r a z y』は音楽番組「関ジャム」に出演していた作曲家の蔦谷好位置が発表した2023年度年間ベスト楽曲として1位に挙げられている[8]。

## ディスコグラフィー

### 配信限定シングル
|     | 発売日         | タイトル           | 収録アルバム･EP   |
| --- | -------------- | ------------------ | ----------------- |
| 1st | 2019年7月5日   | 散瞳 / 花曇        | 縫層              |
| 2nd | 2020年7月24日  | 火傷に雨           | 縫層              |
| 3rd | 2021年3月26日  | 光暈(halo)         | 袖の汀 映帶する煙 |
| 4th | 2022年8月10日  | 19℃                | 映帶する煙        |
| 5th | 2022年11月16日 | 都合               | 映帶する煙        |
| 6th | 2022年11月30日 | 世界はここで回るよ | 映帶する煙        |
| 7th | 2023年3月15日  | 花降る時の彼方     | ー                |
| 8th | 2023年7月12日  | ˖嵐₊˚ˑ༄            | no public sounds  |
| 9th | 2024年12月4日  | Lover              | 音のする部屋      |

### EP
|     | 発売日         | タイトル     | 収録曲                                                                                       | 規格 | 規格品番                |
| --- | -------------- | ------------ | -------------------------------------------------------------------------------------------- | ---- | ----------------------- |
| 1st | 2019年3月13日  | 午後の反射光 | 全6曲 1. interlope 2. 瓶底の夏 3. 遠視のコントラルト 4. 叙景#1 5. 午後の反射光 6. 夜を抜けて | CD   | APLS1903                |
| 1st | 2019年3月13日  | 午後の反射光 | 全6曲 1. interlope 2. 瓶底の夏 3. 遠視のコントラルト 4. 叙景#1 5. 午後の反射光 6. 夜を抜けて | CD   | APLS-2307(紙ジャケ仕様) |
| 1st | 2019年3月13日  | 午後の反射光 | 全6曲 1. interlope 2. 瓶底の夏 3. 遠視のコントラルト 4. 叙景#1 5. 午後の反射光 6. 夜を抜けて | LP   | APLS1001-RE             |
| 2nd | 2020年11月11日 | 縫層         | 全7曲 1. 旅 2. 傘の中の手 3. 笑止 4. 散瞳 5. 火傷に雨 6. 縫層 7. 花曇                        | CD   | APLS2010                |
| 2nd | 2020年11月11日 | 縫層         | 全7曲 1. 旅 2. 傘の中の手 3. 笑止 4. 散瞳 5. 火傷に雨 6. 縫層 7. 花曇                        | LP   | APLS1002-RE             |
| 3rd | 2021年4月21日  | 袖の汀       | 全6曲 1. 光暈(halo) 2. 向こう髪 3. 星の降るひと 4. きさらぎ 5. 白い花 6. 銃口                | CD   | APLS2105                |
| 3rd | 2021年4月21日  | 袖の汀       | 全6曲 1. 光暈(halo) 2. 向こう髪 3. 星の降るひと 4. きさらぎ 5. 白い花 6. 銃口                | LP   | APLS1003-RE             |
| 4th | 2025年4月2日   | 音のする部屋 | 全6曲 1. 除 2. WEYK 3. Death Metal Cheese Cake 4. 釘 5. 迎 6. Lover                          | CD   | APLS2503                |

### アルバム
|     | 発売日        | タイトル         | 収録曲 | 規格 | 規格品番   |
| --- | ------------- | ---------------- | --- | ---- | ---------- |
| 1st | 2023年1月18日 | 映帶する煙       | 全12曲 1. 映帶する煙 2. 扉の夏 3. 装置 4. 世界はここで回るよ 5. 19℃ 6. 都合 7. ぬい 8. 回転扉の内側は春? 9. エルド 10. 光暈 11. 遺構 12. No heavenly | CD   | APLS2208   |
| 1st | 2023年1月18日 | 映帶する煙       | 全12曲 1. 映帶する煙 2. 扉の夏 3. 装置 4. 世界はここで回るよ 5. 19℃ 6. 都合 7. ぬい 8. 回転扉の内側は春? 9. エルド 10. 光暈 11. 遺構 12. No heavenly | LP   | APLS2208LP |
| 2nd | 2023年9月27日 | no public sounds | 全11曲 1. 札 2. c r a z y 3. 諦観 4. ˖嵐₊˚ˑ༄ 5. 映画 6. curtain 7. 賛歌 8. 16:28 9. - - nps - - 10. 下沉的体从天而降 11. 沈む体は空へ溢れて          | CD   | APLS2306   |
| 2nd | 2023年9月27日 | no public sounds | 全11曲 1. 札 2. c r a z y 3. 諦観 4. ˖嵐₊˚ˑ༄ 5. 映画 6. curtain 7. 賛歌 8. 16:28 9. - - nps - - 10. 下沉的体从天而降 11. 沈む体は空へ溢れて          | LP   | APLS2306LP |

## 楽曲提供
- 映画「離れても離れてもまだ眠ることを知らない」音楽担当（2017年公開）[9]
- 映画「幸福の目」劇中の音楽、主題歌を担当（2019年公開）[10]